# Maria Grazia Cucinotta
Maria Grazia Cucinotta (sinh 27 tháng 7 năm 1968 tại Messina, Sicilia) là một nữ diễn viên người Ý đã xuất hiện trong rất nhiều các bộ phim và chương trình truyền hình từ năm 1990, bà cũng là một nhà sản xuất, người viết kịch và người mẫu.
Bà nổi tiếng ở Ý với những lần xuất hiện trên truyền hình, nhưng vai diễn được biết đến nhiều nhất của bà với thế giới là vai trong bộ phim Il Postino và sau đó là Bond girl, Cigar Girl, trong bộ phim James Bond The World Is Not Enough.
Bà đóng vai phụ trong The Sopranos' phần 
"Isabella". Bà cũng tham gia The Simpsons' phần "The Italian Bob" lồng tiếng cho vợ của Sideshow Bob, Francesca.

## Các phim đã đóng
- Vacanze di Natale '90 (1990)
- Viaggio d'amore (1990)
- Alto rischio (1993)
- Cominciò tutto per caso (1993)
- Abbronzatissimi 2 - un anno dopo (1993)
- Il Postino (1994)
- I Laureati (1995)
- El Día de la bestia (1995)
- Il Sindaco (1996)
- Italiani (1996)
- Il Decisionista (1997)
- A Brooklyn State of Mind (1997)
- Camere da letto (1997)
- Ballad of the Nightingale (1998)
- La Seconda moglie (1998)
- The World Is Not Enough (1999)
- Picking Up the Pieces (2000)
- Just One Night (2000)
- Stregati dalla luna (2001)
- Strani accordi (2001)
- Vaniglia e cioccolato (2004)
- Mariti in affitto (2004)
- Miracolo a Palermo! (2005)
- All the Invisible Children (2005)
- Uranya (2006)
- Last Minute Marocco (2007)
- Sweet Sweet Marja (2007)
- Fly Light (2007)

## Chương trình truyền hình
- Andy e Norman (1991)
- La Ragnatela (1991)
- Scherzi a parte (1992)
- Alta società (1995)
- La Signora della città (1996)
- Solomon (1997)
- Il Quarto re (1997)
- Padre papà (1998)
- Wildside - Lawyer episode (1998)
- In punta di cuore (1999)
- Isabella (1999, phần của phim The Sopranos)
- L' Avvocato Porta (1997)
- Amici di Gesù (2000)
- Il Bello delle donne (2001)
- Amici di Gesù (2001)
- Marcinelle (2003)
- The Italian Bob (2005, phần của The Simpsons)
- Pompei (2007)